# Torq-Set

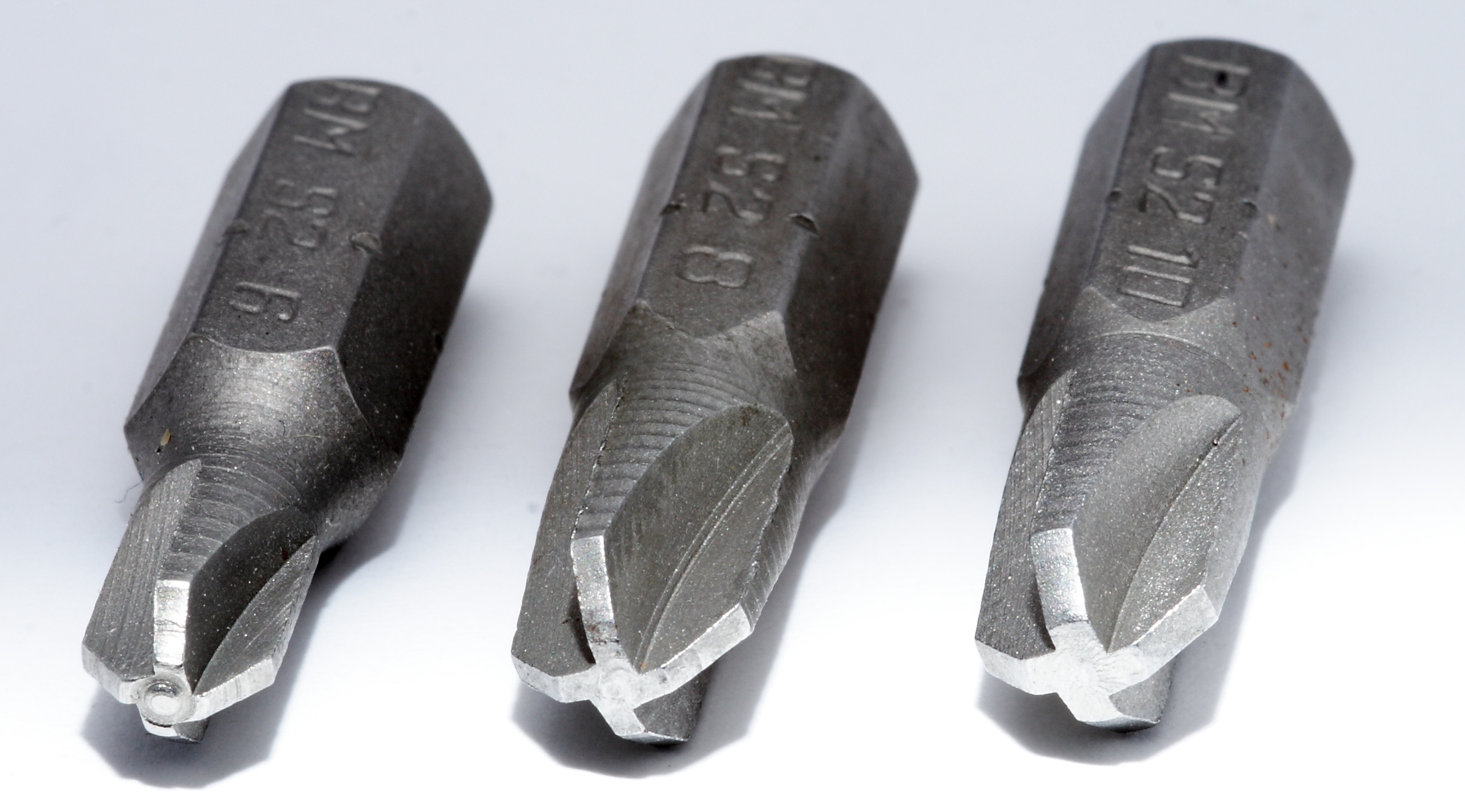
Torq-Set-Bits in verschiedenen Größen

a) Schlitz b) Phillips c) Pozidriv d) Torx e) Innensechskant f) Robertson g) Tri-Wing h) Torq-Set i) Spanner

Torq-Set ist ein Schrauben-Antrieb, der für drehmomentkritische Anwendungen entwickelt wurde, und kommt verbreitet in der Luftfahrt zum Einsatz. Er besteht, ähnlich einer Phillips-Schraube, aus vier Flanken, die allerdings asymmetrisch so versetzt sind, dass die Kräfte beim Anziehen senkrecht auf die Flanken wirken. Das Öffnen mit einem herkömmlichen Kreuzschlitz-Schraubenzieher ist nicht möglich, weswegen er teilweise als Sicherheitsschraube an Endverbrauchergeräten verwendet wird.